# Alviks IK
Alviks IK ist ein schwedischer Fußballverein aus Alvik. Der Verein ist vor allem für seine Frauenfußballmannschaft bekannt.

## Geschichte
Alviks IK wurde 1934 gegründet. Der ersten Frauenmannschaft gelang in der Spielzeit 2001 der Aufstieg in die höchste Frauenliga, stieg aber direkt in der Folgesaison 2002 wieder ab. Auch in der zweiten Liga konnte sie sich anschließend nicht lange halten und spielte fortan in der 3. Liga. In der Saison 2013 tritt sie in der 4. Liga (division 2) an. Die Männermannschaften spielen durchweg im regionalen Ligabereich.